# Mereret
Mereret, auch Meret oder Meryt geschrieben, war eine altägyptische Königstochter. Sie ist von vier beschrifteten Skarabäen bekannt, die sich in einer Grabanlage neben der Pyramide von Sesostris III. (etwa 1872 v. Chr. bis um 1852 v. Chr.) in Dahschur fanden. Daher wird oftmals davon ausgegangen, sie sei die Tochter oder vielleicht sogar die Gemahlin dieses Herrschers gewesen. Mereret wurde unter König Amenemhet III. bestattet.

## Belege

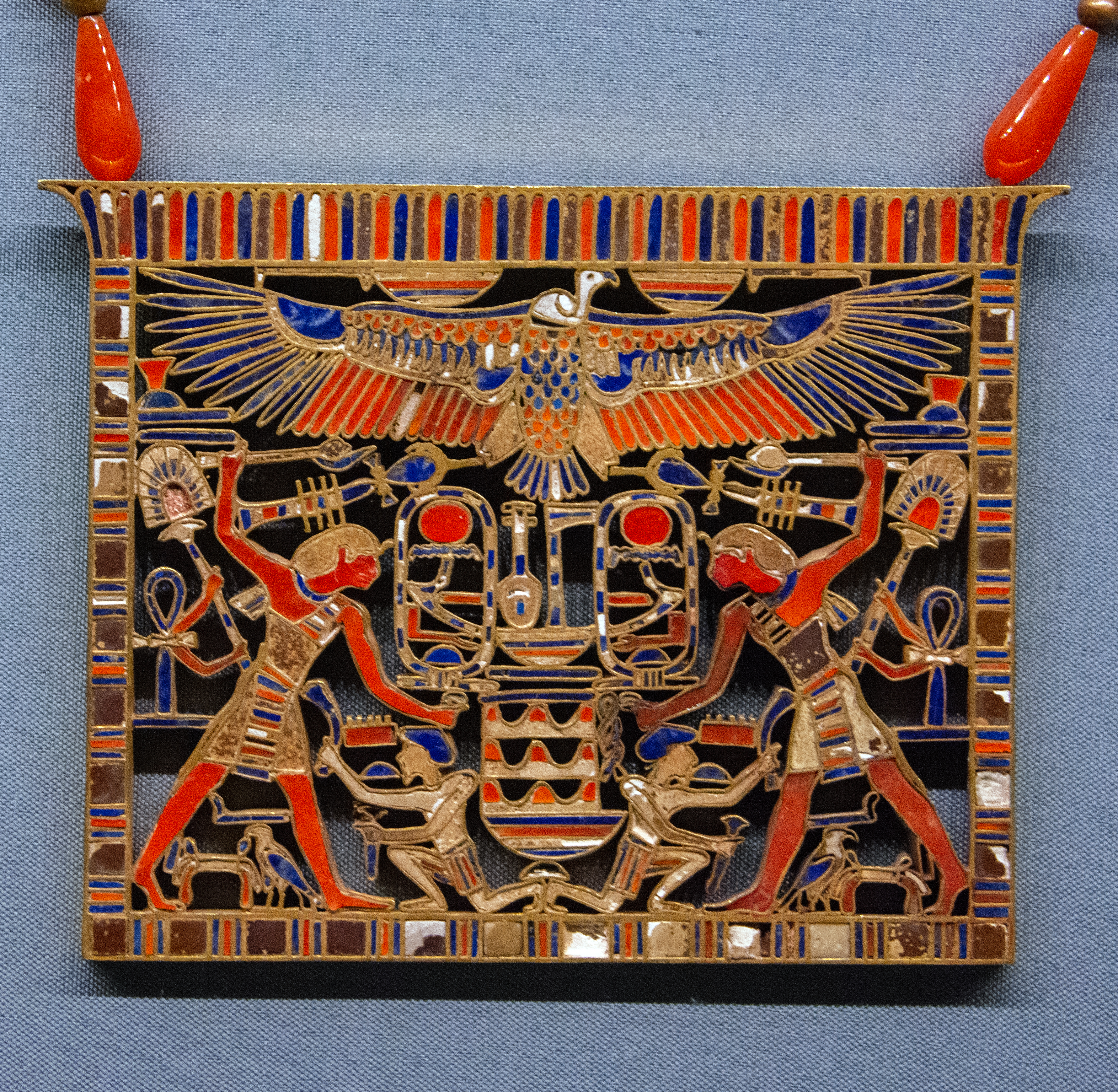
Pektoral des Amenemhet III. aus Mererets Grab.

Nördlich der Pyramide von Sesostris III. in Dahschur standen vier kleinere Pyramiden, die königlichen Frauen zugeordnet werden können. Diese Pyramiden sind unterirdisch durch ein Gangsystem verbunden. Im Osten schließt sich an diesem Gangsystem eine Galerie an. An einem Gang befinden sich acht Grabkammern, in der jeweils ein Sarkophag und ein Kanopenkasten stehen. Die Sarkophage wurden jedoch alle beraubt und es bleibt unbekannt, wer dort bestattet wurde. Im eigentlichen Hauptgang konnte der erste Ausgräber der Anlage, Jacques de Morgan, allerdings noch zwei Truhen finden, die ausgesprochen reichen und hochwertigen Schmuck enthielten und offensichtlich von Grabräubern übersehen wurden. Die Funde wurden als der erste und der „zweite Schatzfund“ bezeichnet. Im „zweiten Schatzfund“ vom 8. März 1894 fanden sich auch die Skarabäen mit dem Namen der Mereret, die demnach vielleicht die Eigentümerin des Schmuckes war. Zu ihren Schmuckstücken gehören zwei Pektorale: Eines mit dem Namen von Sesostris III. und das andere mit dem Namen von Amenemhat III. Zudem wurden zahlreiche Perlen, Armreife, eine goldene, mit farbigen Steinen eingelegte Muschel, ein Gürtel, der aus goldenen Muscheln bestand, ein weiterer Gürtel, dessen Einzelteile aus goldenen, doppelten Leopardenköpfen besteht, zahlreiche Anhänger, ein goldener Zylinder, Spiegel und steinerne Vasen gefunden.
Auf einigen Skarabäen erscheint der Titel einer „Königsgemahlin“ ohne jedoch einen Namen zu nennen. Deshalb wird auch vermutet, dass Mereret Königin war. Unklar bleibt ebenfalls, ob Mereret die Eigentümerin des Schatzes oder vielleicht die Mutter der Königstochter Senet-senebtisi war. Die Truhe mit dem Schatz soll sich in der Nähe des Sarkophages der letzteren gefunden haben.